# ایتو دایسوکه
ایتو دایسوکه (انگلیسی: Daisuke Itō؛ ۱۲ اکتبر ۱۸۹۸ – ۱۹ ژوئیهٔ ۱۹۸۱) یک کارگردان فیلم، و فیلم‌نامه‌نویس اهل ژاپن بود.